# Poustka
Poustka är en ort i Tjeckien.   Den ligger i regionen Karlovy Vary, i den västra delen av landet, 150 km väster om huvudstaden Prag. Poustka ligger 514 meter över havet och antalet invånare är 117.
Terrängen runt Poustka är varierad. Runt Poustka är det tätbefolkat, med 343 invånare per kvadratkilometer. Närmaste större samhälle är Cheb, 8,6 km sydost om Poustka. I omgivningarna runt Poustka växer i huvudsak blandskog.